# Belvianes-et-Cavirac
Belvianes-et-Cavirac [bɛlvjan‿e kaviʁak]  est une commune française située dans le Sud-Ouest du département de l'Aude, en région Occitanie.
Exposée à un climat méditerranéen, elle est drainée par l'Aude et par deux autres cours d'eau, le ruisseau de soubre et le ruisseau de la Soulane. La commune possède un patrimoine naturel remarquable : un site Natura 2000 et quatre zones naturelles d'intérêt écologique, faunistique et floristique.
Belvianes-et-Cavirac est une commune rurale qui compte 259 habitants en 2022, après avoir connu un pic de population de 783 habitants en 1896. Ses habitants sont appelés les Belvianais (e) ou  Caviracois(e).
Le patrimoine architectural de la commune comprend un immeuble protégé au titre des monuments historiques : l'église Saint-Jacques, inscrite en 1948.

## Géographie

### Localisation
La commune est située au pied des Pyrénées à l'entrée des gorges de la Pierre-Lys où coule l'Aude qui sépare le territoire en deux villages, d'un côté Belvianes et Cavirac de l'autre.

### Communes limitrophes
Les communes limitrophes sont  Puilaurens, Quillan, Quirbajou, Saint-Julia-de-Bec et Saint-Martin-Lys.
| Quillan   |                      | Saint-Julia-de-Bec |
|           | Belvianes-et-Cavirac | Puilaurens         |
| Quirbajou |                      | Saint-Martin-Lys   |

### Géologie et relief
Belvianes-et-Cavirac se situe en zone de sismicité 3 (sismicité modérée).

### Voies de communication et transports
La ville était desservie par la gare de Belvianes qui est actuellement fermée.

### Hydrographie
La commune est dans la région hydrographique « Côtiers méditerranéens », au sein du bassin hydrographique Rhône-Méditerranée-Corse. Elle est drainée par l'Aude, le ruisseau de Carach et le ruisseau des Camps de la Borde, constituant un réseau hydrographique de 8 km de longueur totale,.
L'Aude, d'une longueur totale de 223,59 km, prend sa source dans la commune des Les Angles et s'écoule du sud vers le nord. Il traverse la commune et se jette dans le golfe du Lion à Fleury, après avoir traversé 73 communes.

### Climat
Pour des articles plus généraux, voir Climat de l'Occitanie et Climat de l'Aude.
En 2010, le climat de la commune est de type climat méditerranéen altéré, selon une étude s'appuyant sur une série de données couvrant la période 1971-2000. En 2020, Météo-France publie une typologie des climats de la France métropolitaine dans laquelle la commune est exposée à un climat de montagne ou de marges de montagne et est dans la région climatique Pyrénées orientales, caractérisée par une faible pluviométrie, un très bon ensoleillement (2 600 h/an), un air sec, particulièrement en hiver et peu de brouillards.
Pour la période 1971-2000, la température annuelle moyenne est de 12,7 °C, avec  une amplitude thermique annuelle de 14,8 °C. Le cumul annuel moyen de précipitations est de 796 mm, avec 10,2 jours de précipitations en janvier et 5,3 jours en juillet. Pour la période 1991-2020 la température moyenne annuelle observée sur la station météorologique la plus proche, située sur la commune de Granès à 6 km à vol d'oiseau, est de 13,5 °C et le cumul annuel moyen de précipitations est de 724,6 mm,. Pour l'avenir, les paramètres climatiques de la commune estimés pour 2050 selon différents scénarios d’émission de gaz à effet de serre sont consultables sur un site dédié publié par Météo-France en novembre 2022.

### Milieux naturels et biodiversité

#### Réseau Natura 2000

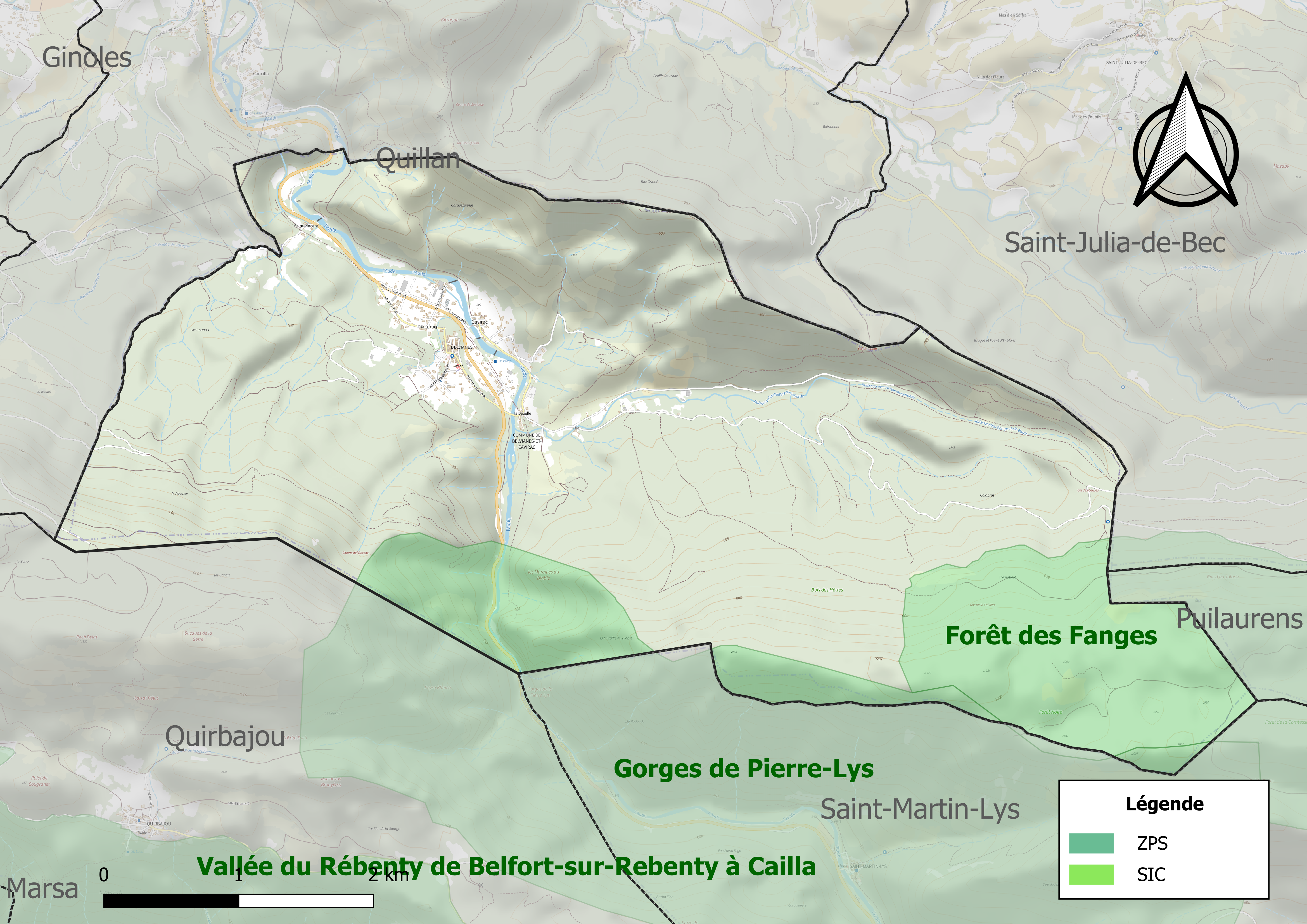
Sites Natura 2000 sur le territoire communal.

Le réseau Natura 2000 est un réseau écologique européen de sites naturels d'intérêt écologique élaboré à partir des directives habitats et oiseaux, constitué de zones spéciales de conservation (ZSC) et de zones de protection spéciale (ZPS) Un site Natura 2000 a été défini sur la commune au titre  de la directive oiseaux : le « pays de Sault », d'une superficie de 71 499 ha, présentant une grande diversité d'habitats pour les oiseaux. On y rencontre donc aussi bien les diverses espèces de rapaces rupestres, en particulier les vautours dont les populations sont en augmentation, que les passereaux des milieux ouverts (bruant ortolan, alouette lulu) et des espèces forestières comme le pic noir.

#### Zones naturelles d'intérêt écologique, faunistique et floristique
L’inventaire des zones naturelles d'intérêt écologique, faunistique et floristique (ZNIEFF) a pour objectif de réaliser une couverture des zones les plus intéressantes sur le plan écologique, essentiellement dans la perspective d’améliorer la connaissance du patrimoine naturel national et de fournir aux différents décideurs un outil d’aide à la prise en compte de l’environnement dans l’aménagement du territoire.
Deux ZNIEFF de type 1 sont recensées sur la commune : la « forêt des Fanges » (1 319 ha), couvrant 5 communes du département, et 
les « gorges de Pierre-Lys » (964 ha), couvrant 3 communes du département
et deux ZNIEFF de type 2, : 
- les « Fenouillèdes audois » (12 141 ha), couvrant 13 communes dont 11 dans l'Aude et 2 dans les Pyrénées-Orientales[19] ;
- le « grand plateau de Sault » (17 962 ha), couvrant 21 communes dont 3 dans l'Ariège et 18 dans l'Aude[20].

Carte des ZNIEFF de type 1 et 2 à Belvianes-et-Cavirac.
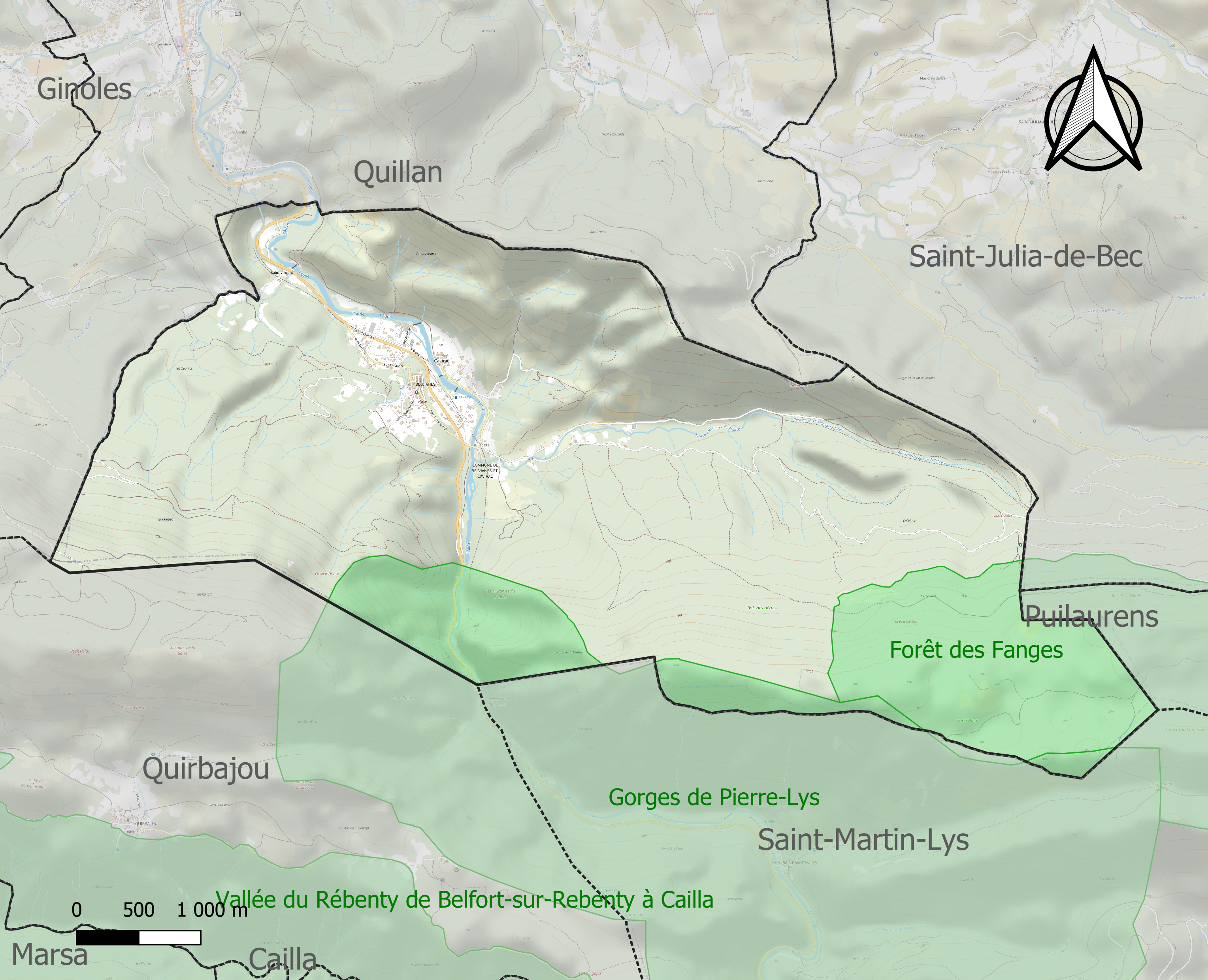
Carte des ZNIEFF de type 1 sur la commune.
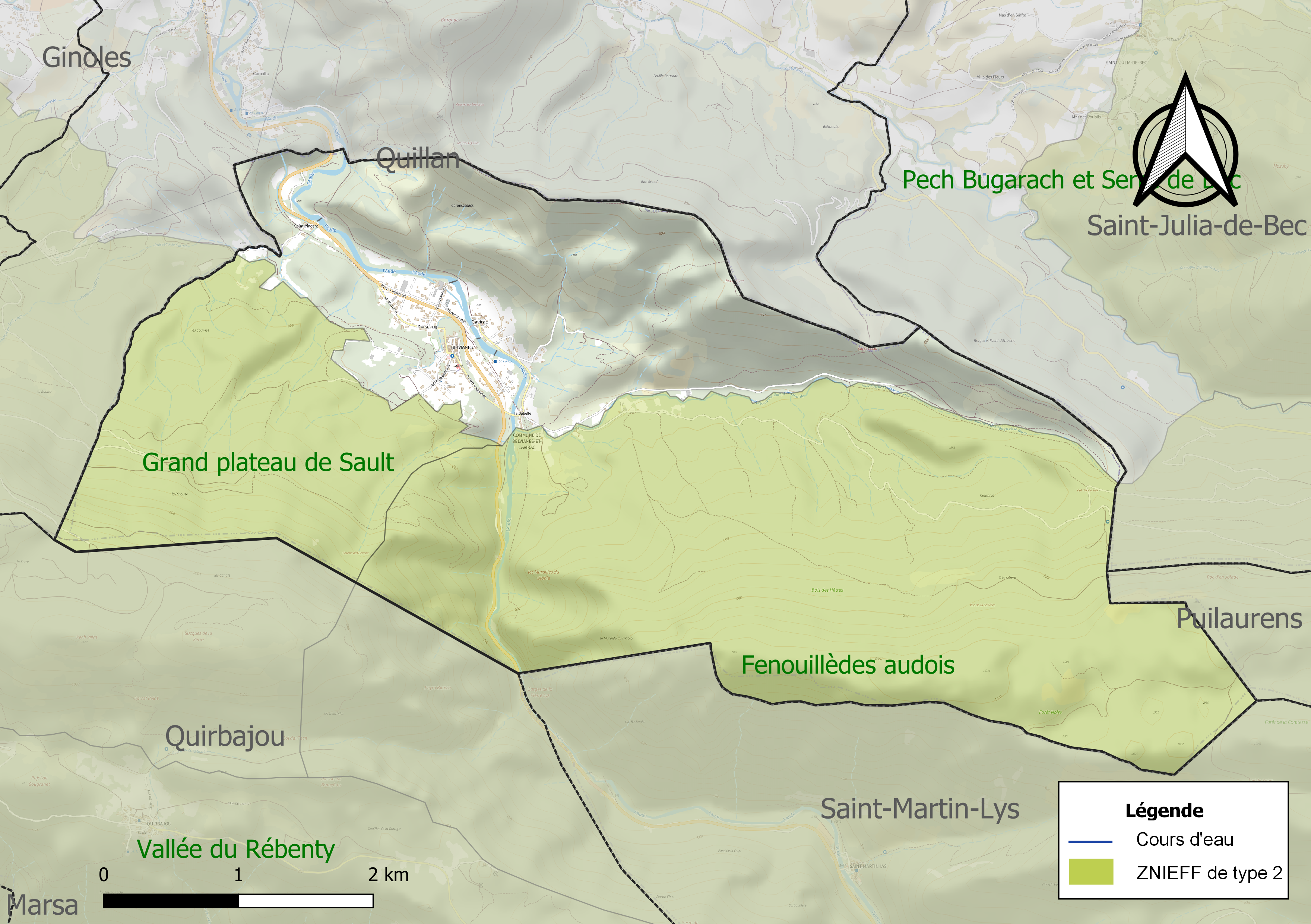
Carte des ZNIEFF de type 2 sur la commune.

## Urbanisme

### Typologie
Au 1er janvier 2024, Belvianes-et-Cavirac est catégorisée commune rurale à habitat dispersé, selon la nouvelle grille communale de densité à 7 niveaux définie par l'Insee en 2022.
Elle est située hors unité urbaine et hors attraction des villes,.

### Occupation des sols
L'occupation des sols de la commune, telle qu'elle ressort de la base de données européenne d’occupation biophysique des sols Corine Land Cover (CLC), est marquée par l'importance des forêts et milieux semi-naturels (91,6 % en 2018), une proportion identique à celle de 1990 (91,6 %). La répartition détaillée en 2018 est la suivante : forêts (64,4 %), milieux à végétation arbustive et/ou herbacée (27,2 %), zones agricoles hétérogènes (5,6 %), zones urbanisées (2,8 %). L'évolution de l’occupation des sols de la commune et de ses infrastructures peut être observée sur les différentes représentations cartographiques du territoire : la carte de Cassini (XVIIIe siècle), la carte d'état-major (1820-1866) et les cartes ou photos aériennes de l'IGN pour la période actuelle (1950 à aujourd'hui).

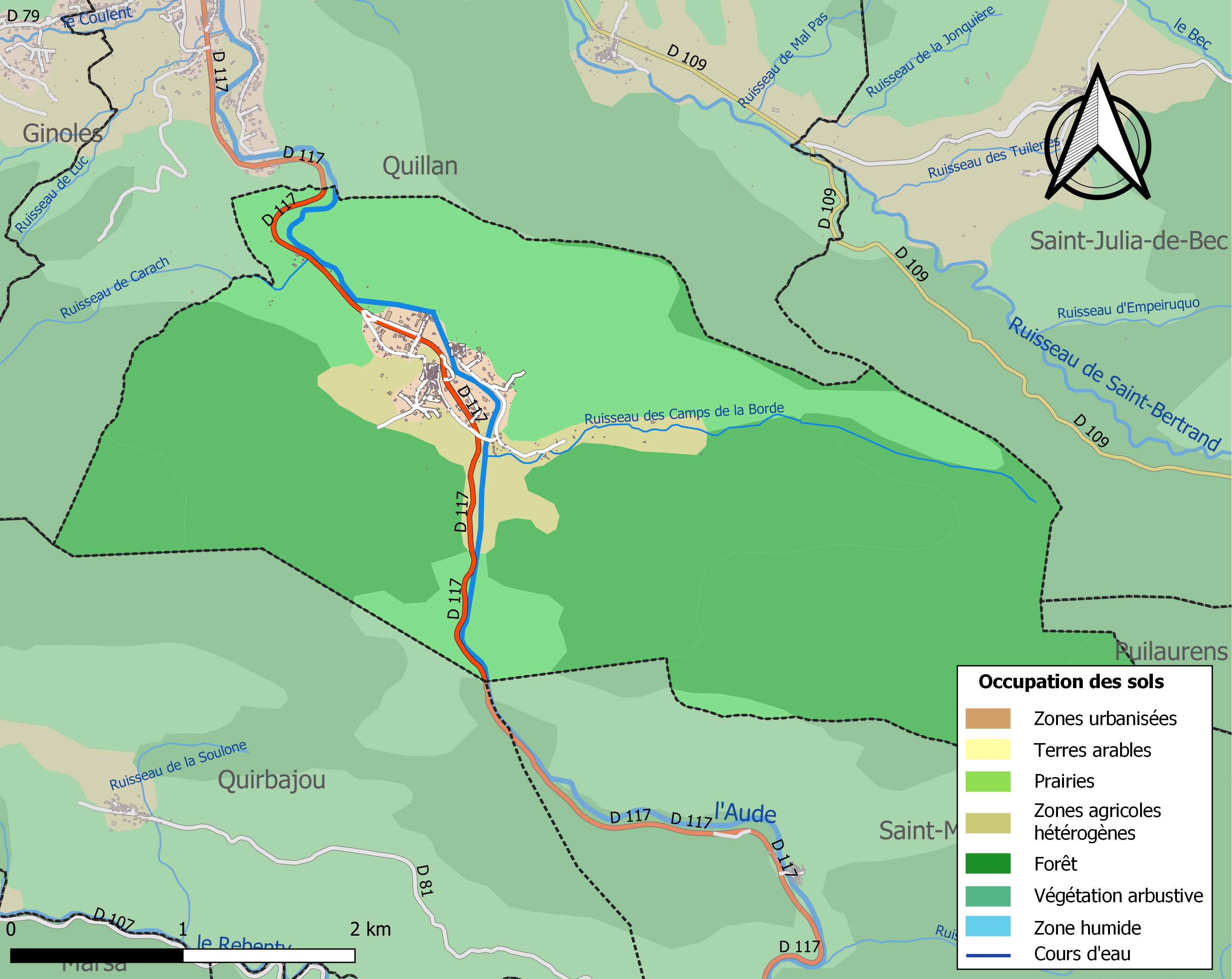
Carte des infrastructures et de l'occupation des sols de la commune en 2018 (CLC).

### Risques majeurs
Le territoire de la commune de Belvianes-et-Cavirac est vulnérable à différents aléas naturels : météorologiques (tempête, orage, neige, grand froid, canicule ou sécheresse), inondations, feux de forêts et séisme (sismicité modérée). Il est également exposé à deux risques technologiques,  le transport de matières dangereuses et la rupture d'un barrage. Un site publié par le BRGM permet d'évaluer simplement et rapidement les risques d'un bien localisé soit par son adresse soit par le numéro de sa parcelle.

#### Risques naturels
Certaines parties du territoire communal sont susceptibles d’être affectées par le risque d’inondation par débordement de cours d'eau, notamment l'Aude. La commune a été reconnue en état de catastrophe naturelle au titre des dommages causés par les inondations et coulées de boue survenues en 1982, 1992, 1996, 2009, 2014, 2019 et 2020,.

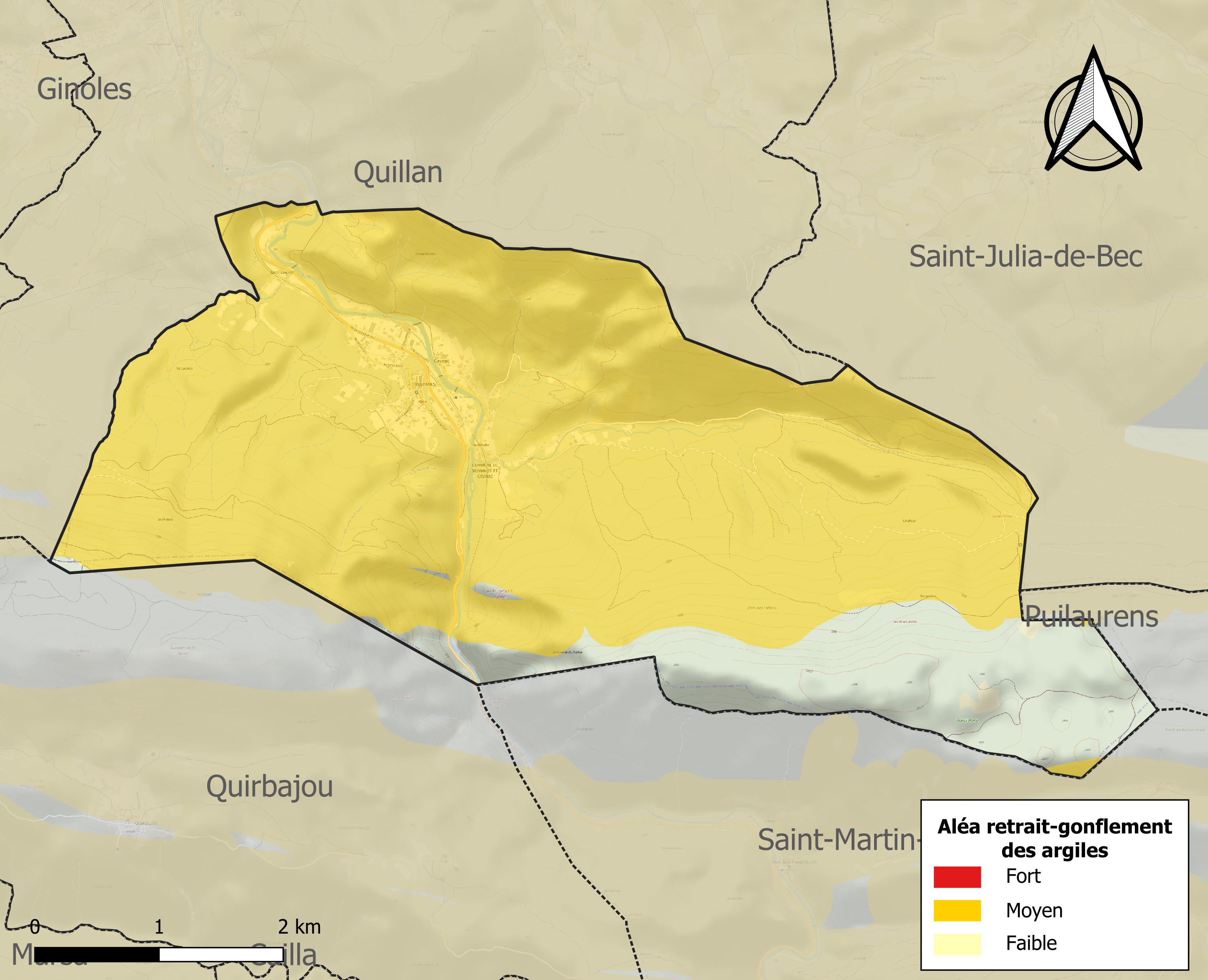
Carte des zones d'aléa retrait-gonflement des sols argileux de Belvianes-et-Cavirac.

Le retrait-gonflement des sols argileux est susceptible d'engendrer des dommages importants aux bâtiments en cas d’alternance de périodes de sécheresse et de pluie. 83,5 % de la superficie communale est en aléa moyen ou fort (75,2 % au niveau départemental et 48,5 % au niveau national). Sur les 232 bâtiments dénombrés sur la commune en 2019, 232 sont en aléa moyen ou fort, soit 100 %, à comparer aux 94 % au niveau départemental et 54 % au niveau national. Une cartographie de l'exposition du territoire national au retrait gonflement des sols argileux est disponible sur le site du BRGM,.

#### Risques technologiques
Le risque de transport de matières dangereuses sur la commune est lié à sa traversée par une route à fort trafic. Un accident se produisant sur une telle infrastructure est en effet susceptible d’avoir des effets graves au bâti ou aux personnes jusqu’à 350 m, selon la nature du matériau transporté. Des dispositions d’urbanisme peuvent être préconisées en conséquence.
La commune est en outre située en aval des barrages de Matemale et de Puyvalador, deux ouvrages de classe A, situés dans le département des Pyrénées-Orientales. À ce titre elle est susceptible d’être touchée par l’onde de submersion consécutive à la rupture d'un de ces ouvrages.

## Toponymie
Une villa d'époque gallo-romaine appartenant à un prénommé Balbius pourrait être à l'origine du nom de la commune.

## Histoire
Les deux communautés de Belvianes et Cavirac font partie au Moyen Âge du comté de Razès. En 992, les prêtres Théodoric et Oliba donnent une pièce de terre située à Cavirac au monastère de Saint-Martin-Lys. En 1009, un habitant de Belvianes nommé Adalgar conclut une vente avec le même établissement. Il semble que Cavirac dépende de la seigneurie du Bézu à cette époque. Deux documents donnent Cavirac comme faisant partie momentanément de la vicomté de Fenouillèdes, peut-être à la suite d'un conflit. Au XIVe siècle, l'archevêque de Narbonne est le seigneur de Cavirac.
Les deux communautés de Belvianes et Cavirac sont unies une première fois au XVIIe siècle.
À partir du XIXe siècle la commune commence à prendre une petite importance. Tout d'abord avec le percement d'un premier passage des gorges de la Pierre-Lys, œuvre de l'énergique curé Félix Armand, permettant dès lors de communiquer avec le Roussillon et l'Espagne et de désenclaver un peu plus le village.
Dès 1833 les communes de Belvianes et de Cavirac fusionnent pour devenir Belvianes-et-Cavirac.
Le 22 mai 1904, à la Pentecôte est inaugurée  une ligne de chemin de fer entre Quillan et Saint-Paul-de-Fenouillet passant par Belvianes et traversant les gorges de la Pierre-Lys. De nombreux travailleurs de ces chantiers des tunnels de la Pierre-Lys finiront par peupler la commune.

## Politique et administration

### Découpage territorial
La commune de Belvianes-et-Cavirac est membre de la communauté de communes des Pyrénées audoises , un établissement public de coopération intercommunale (EPCI) à fiscalité propre créé le 30 mai 2013 dont le siège est à Quillan. Ce dernier est par ailleurs membre d'autres groupements intercommunaux.
Sur le plan administratif, elle est rattachée à l'arrondissement de Limoux, au département de l'Aude, en tant que circonscription administrative de l'État, et à la région Occitanie.
Sur le plan électoral, elle dépend du canton de la Haute-Vallée de l'Aude pour l'élection des conseillers départementaux, depuis le redécoupage cantonal de 2014 entré en vigueur en 2015, et de la troisième circonscription de l'Aude  pour les élections législatives, depuis le redécoupage électoral de 1986.

### Liste des maires
| Période                                  | Période  | Identité      | Étiquette | Qualité |
| ---------------------------------------- | -------- | ------------- | --------- | ------- |
| Les données manquantes sont à compléter. |          |               |           |         |
| mars 2008                                | mai 2020 | Jacques Marty |           |         |
| mai 2020                                 | En cours | Alain Chanaud |           |         |

## Démographie

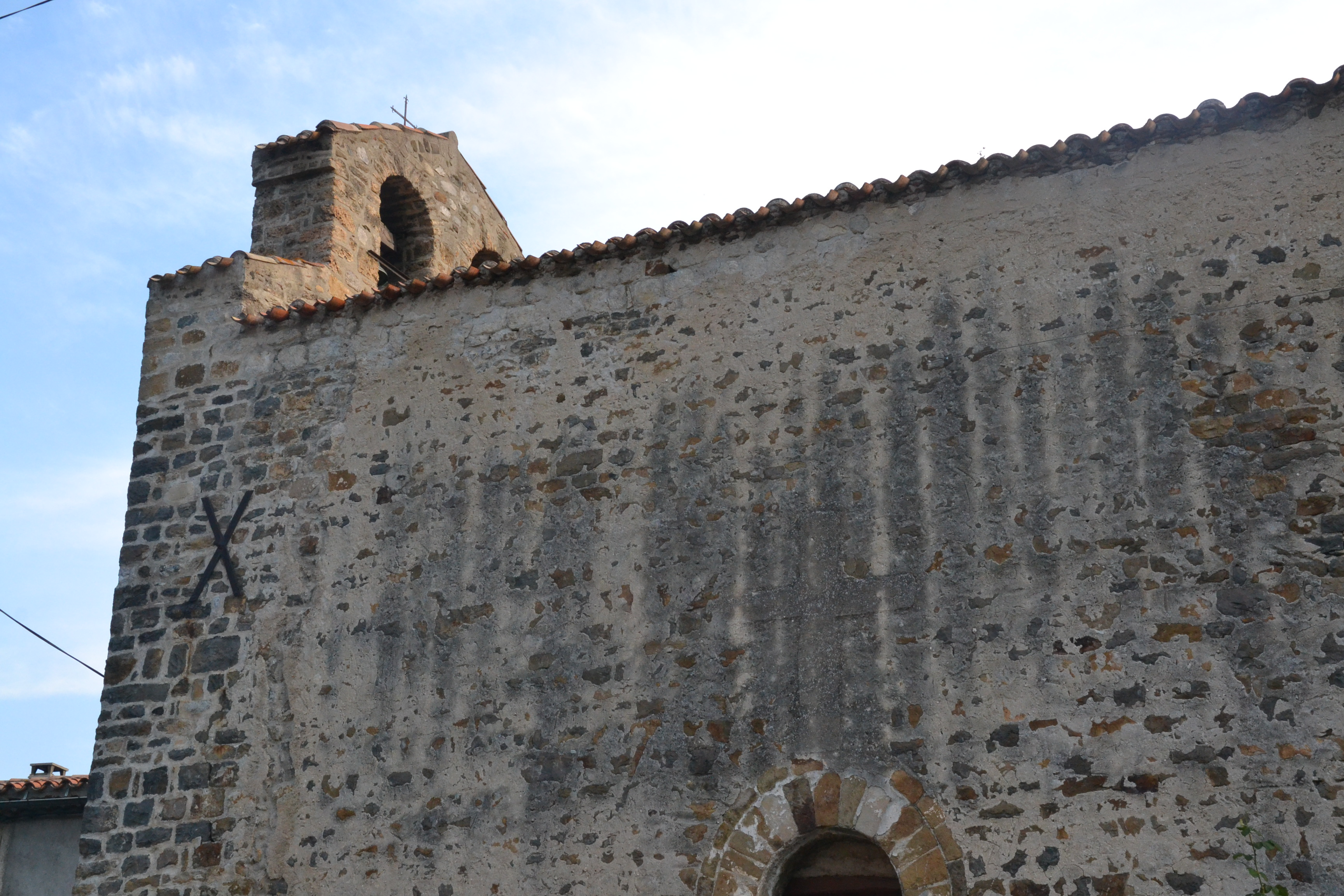
Église Saint-Jacques de Cavirac.

| 1793 | 1800 | 1806 | 1821 | 1831 | 1836 | 1841 | 1846 | 1851 |
| ---- | ---- | ---- | ---- | ---- | ---- | ---- | ---- | ---- |
| 227  | 244  | 269  | 317  | 307  | 479  | 517  | 533  | 596  |

| 1856 | 1861 | 1866 | 1872 | 1876 | 1881 | 1886 | 1891 | 1896 |
| ---- | ---- | ---- | ---- | ---- | ---- | ---- | ---- | ---- |
| 490  | 494  | 480  | 510  | 516  | 460  | 435  | 408  | 783  |

| 1901 | 1906 | 1911 | 1921 | 1926 | 1931 | 1936 | 1946 | 1954 |
| ---- | ---- | ---- | ---- | ---- | ---- | ---- | ---- | ---- |
| 438  | 414  | 428  | 314  | 341  | 389  | 340  | 287  | 368  |

| 1962 | 1968 | 1975 | 1982 | 1990 | 1999 | 2006 | 2007 | 2012 |
| ---- | ---- | ---- | ---- | ---- | ---- | ---- | ---- | ---- |
| 350  | 342  | 310  | 333  | 340  | 332  | 291  | 285  | 289  |

| 2017 | 2022 | - | - | - | - | - | - | - |
| ---- | ---- | - | - | - | - | - | - | - |
| 255  | 259  | - | - | - | - | - | - | - |

## Économie

### Revenus
En 2018  (données Insee publiées en septembre 2021), la commune compte 132 ménages fiscaux, regroupant 266 personnes. La médiane du revenu disponible par unité de consommation est de 18 030 € (19 240 € dans le département).

### Emploi
| Division       | 2008   | 2013   | 2018   |
| -------------- | ------ | ------ | ------ |
| Commune        | 12,5 % | 11 %   | 16,1 % |
| Département    | 10,2 % | 12,8 % | 12,6 % |
| France entière | 8,3 %  | 10 %   | 10 %   |

En 2018, la population âgée de 15 à 64 ans s'élève à 131 personnes, parmi lesquelles on compte 71,6 % d'actifs (55,4 % ayant un emploi et 16,1 % de chômeurs) et 28,4 % d'inactifs,. Depuis 2008, le taux de chômage communal (au sens du recensement) des 15-64 ans est supérieur à celui de la France et du département.
La commune est hors attraction des villes,. Elle compte 32 emplois en 2018, contre 36 en 2013 et 41 en 2008. Le nombre d'actifs ayant un emploi résidant dans la commune est de 74, soit un indicateur de concentration d'emploi de 43,8 % et un taux d'activité parmi les 15 ans ou plus de 42,2 %.
Sur ces 74 actifs de 15 ans ou plus ayant un emploi, 24 travaillent dans la commune, soit 33 % des habitants. Pour se rendre au travail, 87,3 % des habitants utilisent un véhicule personnel ou de fonction à quatre roues, 2,5 % s'y rendent en deux-roues, à vélo ou à pied et 10,2 % n'ont pas besoin de transport (travail au domicile).

### Activités hors agriculture
22 établissements sont implantés  à Belvianes-et-Cavirac au 31 décembre 2019. Le tableau ci-dessous en détaille le nombre par secteur d'activité et compare les ratios avec ceux du département,. Le secteur du commerce de gros et de détail, des transports, de l'hébergement et de la restauration est prépondérant sur la commune puisqu'il représente 40,9 % du nombre total d'établissements de la commune (9 sur les 22 entreprises implantées  à Belvianes-et-Cavirac), contre 32,3 % au niveau départemental.

### Agriculture
|                                   | 1988 | 2000 | 2010 |
| --------------------------------- | ---- | ---- | ---- |
| Exploitations                     | 8    | 6    | 4    |
| Superficie agricole utilisée (ha) | 10   | 148  | 21   |

La commune fait partie de la petite région agricole dénommée « Pays de Sault ». En 2010, l'orientation technico-économique de l'agriculture  sur la commune est la polyculture et le polyélevage. Quatre exploitations agricoles ayant leur siège dans la commune sont dénombrées lors du recensement agricole de 2010 (huit en 1988). La superficie agricole utilisée est de 21 ha.

## Culture locale et patrimoine

### Lieux et monuments
- les gorges de la Pierre-Lys, son tunnel et le Trou du Curé.
- l'église Saint-Jacques de Cavirac du XIe siècle restaurée au XIXe siècle. L'édifice a été inscrit au titre des monuments historiques en 1948[41].
- église Saint-Vincent de Belvianes.
- la Font Maure, exsurgence karstique.

### Personnalités liées à la commune
- Gaston Tesseyre dit Gaston Bonheur, journaliste et romancier (1913-1980).

### Héraldique
| Belvianes-et-Cavirac | Son blasonnement est : De sable au pal bretessé d'argent. |